# Охіхарес
Охіхарес (ісп. Ogíjares) — муніципалітет в Іспанії, у складі автономної спільноти Андалусія, у провінції Гранада. Населення — 13 255 осіб (2010).
Муніципалітет розташований на відстані близько 370 км на південь від Мадрида, 6 км на південь від Гранади.

## Демографія
Динаміка населення (INE ):

## Галерея зображень

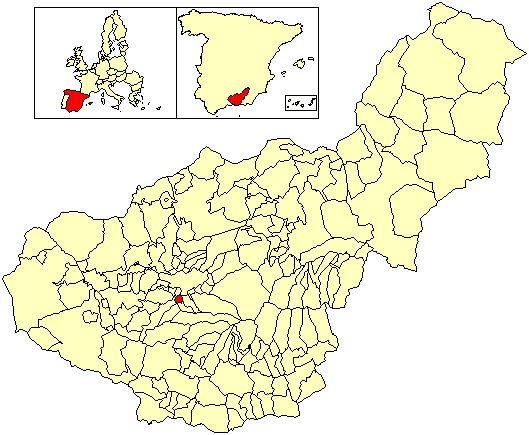
Розташування муніципалітету Охіхарес у провінції Гранада